# Harmersbach

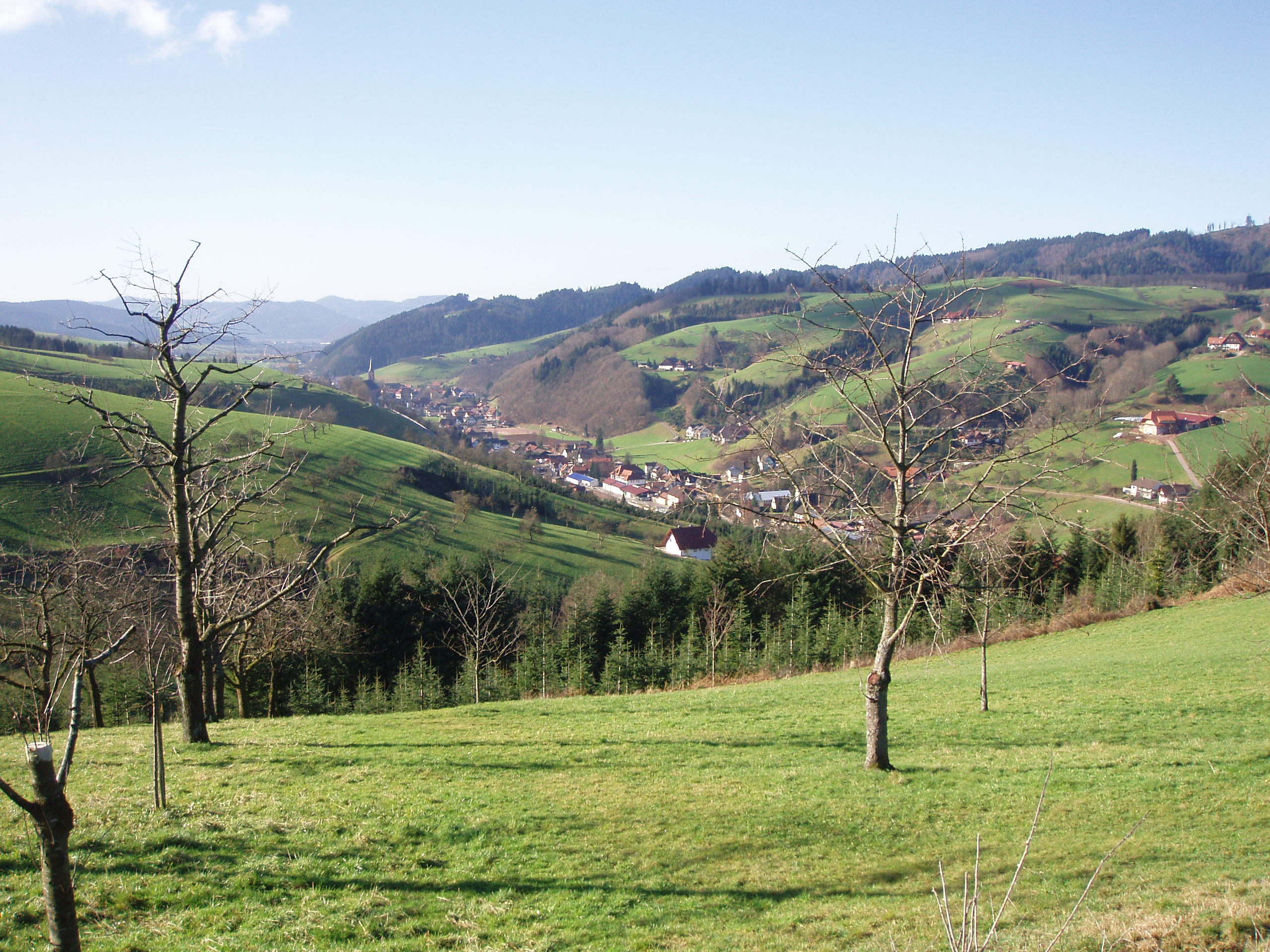
Harmersbachtal mit Oberharmersbach von Osten

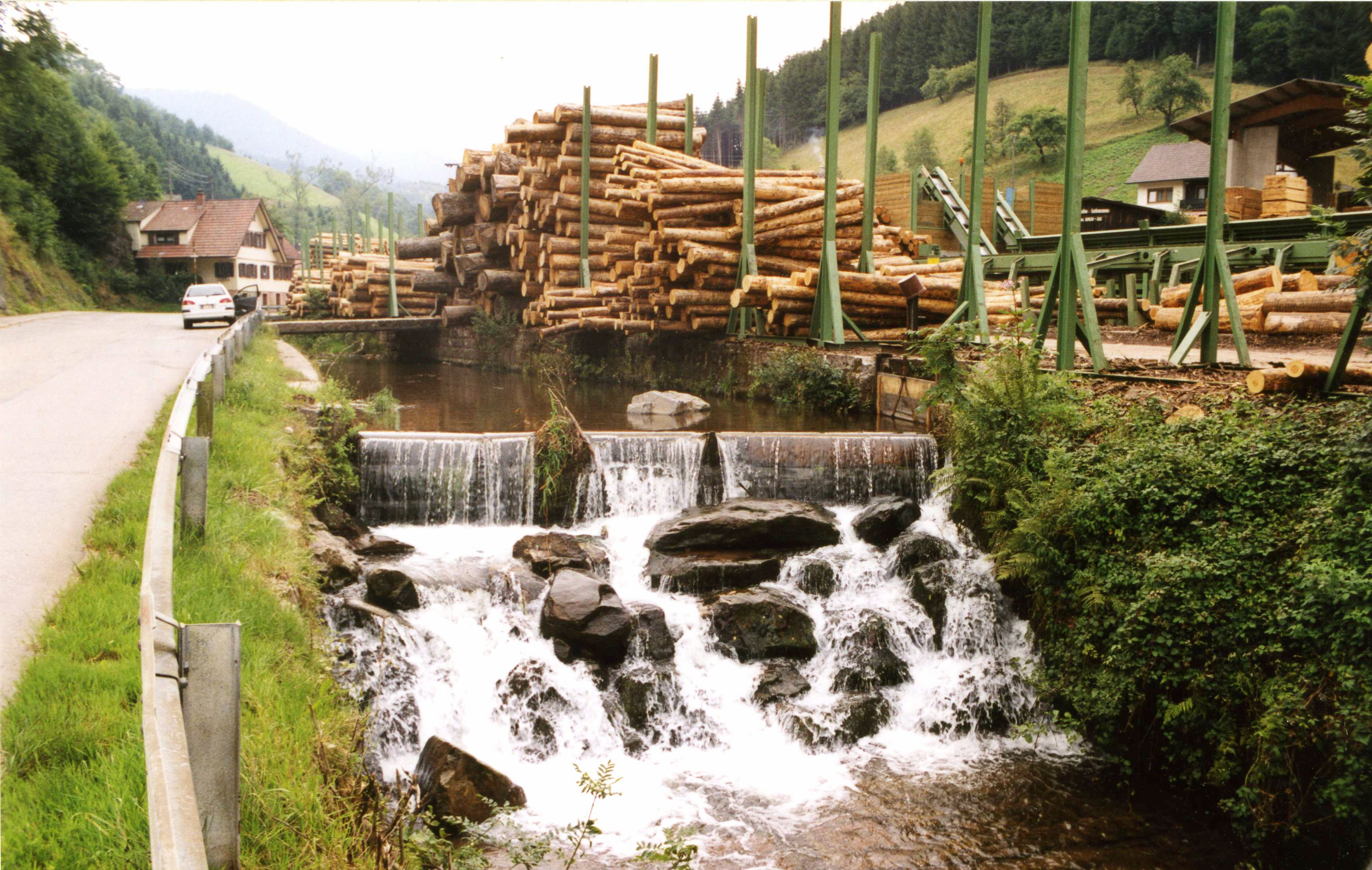
Sägemühle am Harmersbach

Der Harmersbach ist ein Gewässer im westlichen Schwarzwald. Er ist der linke Oberlauf des Erlenbachs bei Zell am Harmersbach im Ortenaukreis in Baden-Württemberg und ein Nebenfluss zweiter Ordnung der Kinzig. Das Tal war einst einziges „Freies Reichstal“ im Heiligen Römischen Reich.
Zuweilen wird der Unterlauf Erlenbach des Harmersbachs zu diesem gerechnet oder auch umgekehrt der Harmersbach zum Erlenbach.

## Name
Das Dorf Oberharmersbach wurde im Jahr 1139 als Hademarsbach erstmals urkundlich erwähnt. Der Name des Bachs leitet sich daher vom althochdeutschen Personennamen Hadamār ab.

## Geographie

### Quelle
Die mündungsfernste Quelle des als Zuwalder Bach entspringenden Harmersbachs liegt etwa 0,4 km nördlich des Hahnenkopf-Gipfels, zwischen dem Herbensattel und der Paulshütte unterhalb, in der Nordostspitze des Gemeindegebietes von Oberharmersbach.

### Verlauf
Am anfangs westlichen, später auf dem größten Teil südwestlichen Harmersbach-Lauf liegen die Orte Oberharmersbach, Unterharmersbach, beide mit Streubesiedlung in Form zahlreicher Zinken und Gehöfte am Gewässer und in seinem waldreichen Einzugsgebiet, sowie die Kleinstadt Zell am Harmersbach.
Das auf seinem Westlauf noch sehr enge Tal weitet sich auf seinem Südwestlauf zusehends, der Mündungssporn gegen die Nordrach ist schon über zwei Kilometer vor dem Zusammenfluss recht flach und unbewaldet; hier liegt, mit alten Ortskernen zusammengewachsen, die Kleinstadt Zell, der Siedlungsschwerpunkt des Tals. Dem Gewässer folgt ab dem Endbahnhof im Zinken Vor Riersbach oberhalb von Oberharmersbach auf gesamter Länge linkerseits die Harmersbachtalbahn.

### Zusammenfluss
Am Westrand von Zell vereint sich die hier mit 15,1 km Länge nur wenig kürzere Nordrach von rechts mit dem 16,3 km langen Harmersbach zum Erlenbach, der selbst schon nach weiteren 2,6 km von rechts bei Biberach in die Kinzig mündet.

### Zuflüsse
Zuflüsse von der Quelle zur Mündung. Wo nichts anderes vermerkt, Längen nach den Datensatzeinträgen der LUBW-FG10, Einzugsgebiete nach denen der LUBW-GEZG. Namen bevorzugt nach den Polygonzugbeschriftungen der LUBW-FG10. Höhen abgeschätzt nach dem Höhenlinienbild der LUBW-FG10.
Die mündungsfernste Quelle des hier Zuwalder Bach genannten Harmersbachs liegt in der Nordostspitze des Gemeindegebietes von Oberharmersbach, etwa 0,4 km nördlich des Hahnenkopf-Gipfels auf etwa 790 m ü. NN zwischen dem Herbensattel ober- und der Paulshütte unterhalb.
- (Wenig kürzerer Quellast aus dem Wasserloch), von rechts in der Höll auf etwa 585 m ü. NN, 0,731 km. Entsteht etwa 0,6 km westlich des Hahnenkopf-Gipfels im Wasserloch auf etwa 710 m ü. NN.
- Langenbach, von links kurz vor Zuwald und seiner Mühle auf etwa 514 m ü. NN, 1,446 km. Entsteht etwa 0,4 km südwestlich des Schnurrhaspel-Gipfels auf etwa 720 m ü. NN.
- Schirmengrundbächle, von rechts vor Langhard auf etwa 437 m ü. NN, 0,896 km. Entsteht etwa 500 m südwestlich des Gipfels von St. Ursula auf etwa 608 m ü. NN.
Spätestens ab diesem Zufluss heißt der Bach Walderbach.
- Kleiner Graben, von rechts nach Langhard auf etwa 385 m ü. NN, 1,725 km. Entsteht etwa 0,3 km westlich des Gipfels von St. Ursula auf etwa 690 m ü. NN.
- Lindenbach, von rechts bei Löcherberg auf etwa 370 m ü. NN, 2,368 km. Entsteht etwa 0,3 km südlich des Senders auf dem Löcherbergwasen auf etwa 620 m ü. NN.
Spätestens ab diesem Zufluss heißt der Bach Harmersbach.
- Rossbach, von rechts bei Roßbach auf etwa 360 m ü. NN, 1,465 km. Entsteht etwa 0,5 km südsüdwestlich des Rautschkopfs-Südostsporns Heidenkirche auf etwa 540 m ü. NN.
- Wickersbach, von links bei Wickersbach auf etwa 345 m ü. NN, 1,817 km. Entsteht am Siedlungsplatz Beim Kreuz auf etwa 600 m ü. NN.
- Waltersbach, von rechts auf etwa 340 m ü. NN, etwa 1,066 km[7]. Entsteht etwa 0,3 km nordwestlich des Siedlungsplatzes Waltersbach auf etwa 530 m ü. NN.
- Frickenbach, von rechts zu Füßen des Hofes Frickenberg auf etwa 334 m ü. NN, 1,099 km. Entsteht am Rande der Lichtung um den Siedlungsplatz Kornjörgle auf etwa 570 m ü. NN.
- (Bach vom nördlichen Schimmlibühl)[8], von links vor Bolaien auf etwa 331 m ü. NN, etwa 0,837 km. Entsteht etwa 0,2 km östlich des Zinkens Adelbach auf etwa 480 m ü. NN.
- Holdersbach, von links in Riersbach Dörfle auf etwa 320 m ü. NN, 4,33 km und 4,457 km². Entsteht etwa 0,7 km südwestlich des Schnurrhaspel-Gipfels auf etwa 720 m ü. NN.
- Riersbach, von links in Riersbach Dörfle auf etwa 320 m ü. NN, 3,621 km. Entsteht beim Hof Hark auf etwa 645 m ü. NN.
- Jauschbach, von rechts in Riersbach Dörfle auf etwa 320 m ü. NN, 1,975 km. Entsteht etwa 0,3 km westlich des Siedlungsplatzes Kornjörgle auf etwa 550 m ü. NN.
- Ottenbach, von rechts in Vor Riersbach am Bad auf etwa 310 m ü. NN, 2,125 km. Entsteht etwa 0,5 km südlich des Täschenkopf-Gipfels auf etwa 685 m ü. NN.
- Engelbächlein, von rechts durchs Engelloch in Vor Riersbach gegenüber dem Abzweig der Brugasse von der Talstraße auf etwa 308 m ü. NN, 1,097 km. Entsteht zwischen den Gehöften des Zinkens Hermersberg auf etwa 430 m ü. NN.
- Waldhäuser Bach, von links in Oberharmersbach nahe am Bahnübergang auf etwa 290 m ü. NN, 4,723 km und 7,745 km². Entsteht etwa 0,3 km südwestlich des Kreuzes am Kreuzsattel auf etwa 725 m ü. NN.
- Jedensbach, von rechts zwischen Oberharmersbach und Jedensbach auf etwa 285 m ü. NN, 1,934 km. Entsteht etwa 0,5 km westlich des Zinkens Hermersberg auf etwa 460 m ü. NN.
- Hagenbach, von rechts in Vor Hagenbach auf etwa 277 m ü. NN, 1,591 km. Entsteht beim Siedlungsplatz Im Berg[9] auf etwa 425 m ü. NN.
- (Bach aus dem Kolbenloch), von links an der Gemeindegrenze zu Zell am Harmersbach und dem Beginn von dessen Dorf Grün auf etwa 270 m ü. NN, 2,491 km. Entsteht etwa 0,6 km westlich des Oberharmersbacher Hofes Durben auf etwa 570 m ü. NN.
- Erbsengrundbächle, von rechts in Zell am Harmersbach-Grün auf etwa 265 m ü. NN, 0,791 km. Entsteht etwa 0,2 km südöstlich des Zell-Unterharmersbacher Hofes Höllhaken auf etwa 425 m ü. NN.
- Kirnbach, von links an der St.-Michaels-Kapelle des Zinkens Kirnbach auf etwa 258 m ü. NN, 4,276 km und 3,372 km². Entsteht 0,1 km südwestlich des Unterharmersbacher (!) Hofes Durben auf etwa 660 m ü. NN.
- Hippersbach, von links gegenüber von Vorderhambach auf etwa 241 m ü. NN, 3,486 km und 4,311 km². Entsteht etwa 0,5 km nordwestlich der Fischerbacher Nillhöfe auf etwa 530 m ü. NN.
- Schottenhöfer Bächle, von rechts bei Vorderhambach auf etwa 240 m ü. NN, 5,179 km und 5,902 km². Entsteht bei der nördlichsten Häusergruppe des Nordracher Zinkens Schottenhöfe auf etwa 560 m ü. NN.
- → (Abgang eines Mühlkanals), nach rechts beim von der Talstraße abgehenden Hainbuchenweg in Birach. Mündet nach 1,31 km in den Gewerbekanal von der unteren Nordrach her (s. u.) an der Schule neben der Nordracher Straße von Zell.
- Herrenholzbächle, von links in Birach vor der Wiedereinmündung des Hainbuchenwegs in die Talstraße auf etwa 223 m ü. NN, 2,174 km. Entsteht etwa 0,3 km südlich des Zeller Zinkens Herrenholz auf etwa 460 m ü. NN. In Birach verdolt.
- Knopfholzbächle, von links in Zell an der Schule an der Kapellenstraße auf etwa 222 m ü. NN, 1,96 km. Entsteht etwa 0,5 km östlich des Gieseneck-Gipfels auf etwa 460 m ü. NN. In Zell verdolt.
- (Gewerbekanal von der unteren Nordrach her), von rechts wenige Schritt vor dem folgenden auf etwa 211 m ü. NN, 1,394 km. Zweigt zuvor am Zeller Sportgelände von der Nordrach auf etwa 220 m ü. NN nach links ab. Nimmt zwischendurch den oben genannten, vor dem Herrenholzbächle-Zulauf abzweigenden Mühlkanal auf.

Zusammenfluss mit der von rechts kommenden Nordrach, 15,126 km und 37,797 km², nach 16,301 km Harmersbach-Lauf am westlichen Ortsrand von Zell auf etwa 211 m ü. NN. Hier beginnt der Erlenbach, der nach weiteren 2,555 km zuflusslosen Laufs in die Kinzig mündet.

## Geschichte
Im späten 17. und im 18. Jahrhundert war das Tal unter dem Namen Reichstal Harmersbach die einzige freie Bauernrepublik im Rahmen des Heiligen Römischen Reiches.